# Carex aggregata
Espèce
Classification phylogénétique
Carex aggregata est une espèce de plantes du genre Carex et de la famille des Cyperaceae.